# Microrégion d'Iporá
La microrégion d'Iporá est l'une des cinq microrégions qui subdivisent le centre de l'État de Goiás au Brésil.
Elle comporte 10 municipalités qui regroupaient 58 597 habitants en 2012 pour une superficie totale de 7 072 km2.

## Municipalités[1]
- Amorinópolis
- Cachoeira de Goiás
- Córrego do Ouro
- Fazenda Nova
- Iporá
- Israelândia
- Ivolândia
- Jaupaci
- Moiporá
- Novo Brasil